# Университет „Карнеги Мелън“
Университет „Карнеги Мелън“ (на английски: Carnegie Mellon University, също известен като CMU или само Carnegie Mellon) е частен изследователски университет в Питсбърг, Пенсилвания.
Университетът започва като Технически училища „Карнеги“ (Carnegie Technical Schools), основани от Андрю Карнеги през 1900 г. През 1912 г. училището става Институт по технология „Карнеги“ (Carnegie Institute of Technology) и започва да дава степени за четиригодишно обучение. През 1967 г. Институтът по технологии „Карнеги“ се слива с Института по индустриални изследвания „Мелън“, за да формират заедно Университет „Карнеги Мелън“.

## Галерия
- Изглед към Университета „Карнеги Мелън“ от 36. етаж
- Училище по архитектура „Карнеги Мелон“
- Център „Гейтс“, сграда на Училището по компютърни науки
- „Хамършлаг хол“
- Национален център по роботика
- Галерия „Милър“
- Център за иновации
- Училище по бизнес

## Известни личности
Свързани с университета са 18 нобелови лауреати.
Преподаватели
- Робърт Лукас (р. 1937), икономист
- Алан Мелцер (р. 1928), икономист

Студенти и докторанти
- Мат Бомър (р. 1977), актьор
- Джон Наш (р. 1928), математик
- Оливър Уилямсън (р. 1932), икономист
- Анди Уорхол (1928 – 1987), художник